# Mesothelae
Mesothelae — підряд  павуків, який протиставляють всім іншим сучасним павукам (Opisthothelae):  мігаломорфним і  аранеоморфним. Група налічує близько 90 сучасних видів, що об'єднуються у родину Liphistiidae. Мешкають у  Південно-Східній Азії,  Китаї і  Японії. Розміри тіла — 11-35 мм. Liphistiidae живуть у закритих кришкою-люком земляних  нірках, від яких розходяться сигнальні нитки (крім підродини Heptathelinae)

## Опис
Це найпримітивніші павуки, відомі вже з карбонових відкладень. Черевце членисте, легенів дві пари, павутинних бородавок звичайно 8, вони ще не зміщені на кінець черевця. Хеліцери спрямовані вперед, отруйні залози невеликі, поміщаються всередині хеліцер. Педипальпи великі, майже як ноги. Розміри тіла 11-35 мм.
Черевце (опістосома) представників цієї групи володіє зовнішньої сегментацією: на ньому зберігаються по п'ять оформлених тергітів і стернітів (спинних і черевних стінок сегментів). Стерніт головогрудей (просоми) вузький. Володіють рядом інших архаїчних рис, таких як наявність двох пар легеневих мішків і чотирьох пар павутинних бородавок з членистою будовою (дві серединні пари функціонують тільки у молодих особин).
Хеліцери цих павуків мають плагіогнатну будову: перші (базальні) членики їх не спрямовані вниз, як у інших павуків, а розставлені в сторони. Такі хеліцери вважають еволюційно більш просунутими, ніж ортогнатні хеліцери мігаломорфних і абажурових павуків.

## Класифікація
Представників єдиної сучасної родини Liphistiidae об'єднують в п'ять родів:
- Heptathela, Kishida, 1923 — Китай, В'єтнам, Японія (27 видів)
- Liphistius, Schiødte, 1849 — Південно-Східна Азія (48 видів)
- Nanthela, Haupt, 2003 — Китай, В'єтнам (2 види)
- Ryuthela, Haupt, 1983 — острови Рюкю (7 видів)
- Songthela, Ono, 2000 — Китай (4 види)

Викопні павуки відомі з  кам'яновугільного періоду:
- Arthrolycosidae, Frič, 1904 — 3 види, 2 роди;
- Arthromygalidae, Petrunkevitch, 1923 — 9 видів, 8 родів;
- Pyritaraneidae, Petrunkevitch, 1953 —3 види, 2 роди;
- Incertae sedis
  - Palaeothele, Selden, 2000 — 1 вид.